# 존스데이
존스데이(Jones Day)는 미국에 기반을 둔 다국적 로펌으로, 미국 내에서 가장 큰 로펌이자, 세계 10대 로펌 중 하나이다. 존스데이는 제너럴 모터스, 골드만삭스, 버라이즌 등 포춘 500 기업 중 절반 이상을 법적으로 대변하고 있다.